# استونگریو
استونگریو (به انگلیسی: Stonegrave) یک روستا و محله مدنی در بریتانیا است که در Ryedale واقع شده‌است.